# Fatal Instinct
Fatal Instinct (Distracción Fatal en España) es una comedia erótica de suspense dirigida por Carl Reiner. Es una parodia de las películas de suspense erótico, que en ese momento habían logrado su cumbre comercial. La película está protagonizada por Armand Assante como un abogado y oficial de policía llamado Ned Ravine quien tiene una aventura con una mujer llamada Lola Cain interpretada por Sean Young. Kate Nelligan interpreta a la mujer de Ned Ravine y Sherilyn Fenn a Laura Lingonberry, la secretaria de Ravine. El título de la película es una combinación de Atracción Fatal e Instinto Básico, ambas protagonizadas por Michael Douglas.

## Sinopsis
Ned Ravine, un oficial de policía y abogado (quien también defiende a las personas que arresta), cree que lo sabe todo sobre las mujeres, y dice que renunciará a su placa si alguien demuestra que estaba equivocado. Mientras está de vigilancia, conoce a una seductora mujer llamada Lola Cain; al día siguiente, Lola aparece en su oficina de abogado, pidiéndole ayuda con unos papeles. Mientras, Max Shady, quien ha permanecido en la cárcel durante siete años, empieza a acosar a Ned, planeando cómo matarle por no haber defendido correctamente a Max en el juicio.
La mujer de Ned, Lana, y su amante mecánico, Frank, inician un plan para matar a Ned y así cobrar su seguro de vida, el cual tiene una triple indemnización si Ned es disparado, se cae de un tren en marcha, y se ahoga en una corriente de agua dulce, cobrando así nueve millones de dólares.
Lola consigue que Ned vaya a su casa para examinar los "papeles", los cuales son de hecho un recibo de la lavandería y un ticket de lotería expirado, y acaban teniendo sexo de varias maneras salvajes (mientras caen por las escaleras, en la nevera). La mañana siguiente, Ned le dice que no volverá a ocurrir porque está enamorado de su mujer; esto conduce a Lola a empezar a acechar a Ned.
Unos cuantos días más tarde, Ned toma el tren para ir a un simposio legal; Lana y Frank van también en el tren, así como Max. Cuando el tren pasa sobre un lago, Lana le dispara 36 veces a Max con un revólver, pensando que era Ned, y cae del tren; Ned cree que Lana había actuado para salvar su vida. Arresta a Lana, y la defiende en el tribunal, consiguiendo que la absuelvan de todos los cargos. Lana más tarde mata a Frank, creyendo que lo va a traicionar, aplastándolo contra una pared con su taladro eléctrico; Lola presencia esto, y empieza a chantajear a Lana.
Ned se enfrenta a Lola, y descubre que ella y Lana son hermanas gemelas; después de que Lana destrozara la cara de Lola con una pala, los doctores le pusieron una cara nueva, por lo que su novio la dejó por Lana (quién se parecía más a Lola que la propia Lola); Frank es el hijo de ese novio. El plan de Lola desde el principio era vengarse de Lana seduciendo a su marido y arruinando su matrimonio.
Más tarde, la secretaria de Ned, Laura Lingonberry, le muestra el plan de Lana para asesinarle, el cual había descubierto tras investigar. En el piso de arriba, Lana es atacada por Lola, quién la ahoga en la bañera. Mientras Ned va al baño para investigar, el marido abusivo de Laura (del que había huido hacía tres años) aparece y ella le golpea con una sartén. Lola y Ned forcejean, y Lola cae al piso de abajo después de que Ned la empuja hacia atrás con un potente secador de pelo hacía la barandilla rota (la cual Lana había serrado previamente para matar a Ned). Ned y Laura se besan y abrazan el uno al otro (y Ned tira su placa), Lola y Lana despiertan y atacan; Laura las dispara a ambas. Ned y Laura se casan unos cuantos días más tarde.

## Reparto
- Armand Assante es Ned Ravine.
- Sherilyn Fenn es Laura Lingonberry.
- Kate Nelligan es Lana Ravine.
- Sean Young es Lola Cain.
- Christopher McDonald es Frank Kelbo.
- James Remar es Max Shady.
- John Witherspoon es Arch.
- Bob Uecker es él mismo.
- Eartha Kitt es la Jueza de la causa.
- Tony Randall es el Juez Skanky.
- Bill Cobbs es un hombre en el parque (no acreditado).

## Parodias
- Nueve semanas y media
- Cameos de Alfred Hitchcock
- Instinto básico
- Beverly Hills, 90210
- Fuego en el cuerpo
- Caddyshack
- El cabo del miedo
- Chinatown
- Dick Tracy
- Double Indemnity
- Atracción fatal
- Sólo en casa
- Les Diaboliques
- The Man with Two Brains
- Pretty Woman
- Durmiendo con su enemigo
- Las tortugas ninja
- Los reyes del mambo
- The Pee-wee Herman Show
- El cartero siempre llama dos veces
- El silencio de los corderos
- This Is Spinal Tap
- Los Simpsons
- Los tres chiflados

## Recepción
La película recibió en general críticas negativas por parte de los críticos; tiene una puntuación del 19% basada en 21 críticas en Rotten Tomatoes.

## Disponibilidad
La película fue lanzada en la primavera de 1994 en VHS y está disponible en DVD, pero solo para Norteamérica y Europa.